# 桑加拉拉區
桑加拉拉區（西班牙語：Distrito de Sangarará），是秘魯的一個區，位於該國南部庫斯科大區的阿科馬約省，始建於1861年11月23日，面積78.29平方公里，海拔高度3,763米，2005年人口3,657，人口密度每平方公里47人。